# 大沢町 (室蘭市)
大沢町（おおさわちょう）は北海道室蘭市の地名。大沢町一丁目から三丁目の町がある。住居表示実施済み。郵便番号は050-0086。

## 地理
室蘭市の中央部に位置し、北に仲町、北東に輪西町、東にみゆき町、西に御前水町，御崎町と接し、南東から南は太平洋に面する。

### 海洋
- 太平洋

## 地域の特徴
室蘭市の都市計画マスタープランでは蘭東地域に属する。
北縁の外側をJR北海道 室蘭本線（支線）が通り、並行して室蘭市道母恋・東町大通線（旧国道36号）が走る。室蘭本線の急カーブは通称ダイヤモンドカーブとも呼ばれる。国道36号（室蘭新道）はそれらと立体交差した後、御崎トンネルを通り御崎町二丁目へと抜ける。また町域の中央を北海道道919号中央東線が大きく蛇行しながら西から東へと抜ける。起伏の激しい丘陵地で、南東部は断崖となっている。一丁目に瑞の江会館、二丁目に室蘭市立大沢スクール児童館，冨之沢会館，蓮宗立雲寺，日蓮宗蓮華寺，浄土宗善行寺がある。

## 歴史
大正期に輪西遺跡から発見された土偶は、東京国立博物館に重要文化財として保存されている。一丁目には1980年（昭和60年）に新築移転された室蘭消防署 輪西支署があったが、1999年（平成11年）室蘭消防署に統合された。二丁目には室蘭市立大沢小学校があったが、2020年（令和2年）3月に閉校した。また100mほど北にあった双葉保育所も2020年4月にみゆき町二丁目へ移転した。

### 沿革
- 1964年（昭和39年）5月1日 - 大沢町一丁目 - 三丁目新設[6][10]。
- 1973年（昭和48年）8月1日 - 大沢町一丁目 - 三丁目で住居表示実施[11]。

### 町名の変遷
| 実施内容 | 実施年月日               | 実施後       | 実施前             |
| -------- | ------------------------ | ------------ | ------------------ |
| 町名新設 | 1964年（昭和39年）5月1日 | 大沢町一丁目 | 輪西町（字）の一部 |
| 町名新設 | 1964年（昭和39年）5月1日 | 大沢町二丁目 | 輪西町（字）の一部 |
| 町名新設 | 1964年（昭和39年）5月1日 | 大沢町三丁目 | 輪西町（字）の一部 |
| 住居表示 | 1973年（昭和48年）8月1日 | 大沢町一丁目 | 大沢町一丁目       |
| 住居表示 | 1973年（昭和48年）8月1日 | 大沢町二丁目 | 大沢町二丁目       |
| 住居表示 | 1973年（昭和48年）8月1日 | 大沢町三丁目 | 大沢町三丁目       |

## 世帯数と人口
2023年（令和5年）12月31日現在（室蘭市発表）の世帯数と人口は以下の通りである。
| 町           | 世帯数  | 人口  |
| ------------ | ------- | ----- |
| 大沢町一丁目 | 144世帯 | 222人 |
| 大沢町二丁目 | 173世帯 | 281人 |
| 大沢町三丁目 | 105世帯 | 155人 |
| 計           | 422世帯 | 658人 |

### 人口の変遷
国勢調査による人口の推移。
| 1995年（平成7年）  | 1,736人 | [ 12 ] |  |
| 2000年（平成12年） | 1,463人 | [ 13 ] |  |
| 2005年（平成17年） | 1,266人 | [ 14 ] |  |
| 2010年（平成22年） | 1,145人 | [ 15 ] |  |
| 2015年（平成27年） | 950人   | [ 16 ] |  |
| 2020年（令和2年）  | 747人   | [ 17 ] |  |

### 世帯数の変遷
国勢調査による世帯数の推移。
| 1995年（平成7年）  | 690世帯 | [ 12 ] |  |
| 2000年（平成12年） | 647世帯 | [ 13 ] |  |
| 2005年（平成17年） | 576世帯 | [ 14 ] |  |
| 2010年（平成22年） | 565世帯 | [ 15 ] |  |
| 2015年（平成27年） | 462世帯 | [ 16 ] |  |
| 2020年（令和2年）  | 366世帯 | [ 17 ] |  |

## 学区
市立小・中学校に通う場合、学区は以下の通りとなる。
| 町           | 街区 | 小学校             | 中学校             |
| ------------ | ---- | ------------------ | ------------------ |
| 大沢町一丁目 | 全域 | 室蘭市立海陽小学校 | 室蘭市立翔陽中学校 |
| 大沢町二丁目 | 全域 | 室蘭市立海陽小学校 | 室蘭市立翔陽中学校 |
| 大沢町三丁目 | 全域 | 室蘭市立海陽小学校 | 室蘭市立翔陽中学校 |

## 交通

### バス
町域の北縁を通る室蘭市道母恋・東町大通線（旧国道36号）には、道南バスの蘭東地区と蘭西地区を結ぶ路線が数多く運行されている。

### 道路
- 国道36号（室蘭新道） ※国道235号との重用区間
  - 町域内には出入口なし
- 室蘭市道母恋・東町大通線（都市計画道路3・3・249日の出母恋通、旧国道36号）[19][20]
- 北海道道919号中央東線

## 施設

### 公共施設
- 瑞の江会館
- 冨之沢会館

### 社会福祉施設
- 室蘭市立大沢スクール児童館

### 寺社
- 蓮宗立雲寺
- 日蓮宗蓮華寺
- 浄土宗善行寺

### 公園
- 瑞の江公園